# Fontaine-Française
 Fontaine-Française  es una población y comuna francesa, en la región de Borgoña, departamento de Côte-d'Or, en el distrito de Dijon y cantón de Fontaine-Française.

## Demografía
| 957 | 1 033 | 1 038 | 1 096 | 1 073 | 1 224 | 1 208 | 1 183 | 1 122 | 1 083 | 1 085 | 1 108 | 1 044 | 977 | 1 005 | 1 018 | 1 004 | 941 | 926 | 884 | 892 | 691 | 684 | 727 | 725 | 715 | 712 | 731 | 658 | 816 | 857 | 798 | 916 |
| Para los censos de 1962 a 1999 la población legal corresponde a la población sin duplicidades (Fuente: INSEE [Consultar]) |       |       |       |       |       |       |       |       |       |       |       |       |     |       |       |       |     |     |     |     |     |     |     |     |     |     |     |     |     |     |     |     |